# گرهارد بوتسلن
گرهارد بوتسلن (آلمانی: Gerhard Boetzelen; ۷ ژانویهٔ ۱۹۰۶ – ۲۷ فوریهٔ ۱۹۹۵) قایقران روئینگ اهل آلمان بود.